# Wittmann (Familienname)
Wittmann ist ein deutscher Familienname.

## Namensträger

### A
- Adolf Wittmann († 1995), deutscher Fabrikant
- Andi Wittmann (* 1987), deutscher Mountainbiker und MTB-Techniktrainer
- Andreas Wittmann (* 1961), deutscher Oboist
- Anton von Wittmann (1771–1842), österreichischer Agrarökonom
- Anton Wittmann (Politiker) (1908–1960), deutscher Lehrer, Politiker und MdL Bayern
- August Wittmann (1895–1977), deutscher Generalleutnant
- Axel Wittmann (* 1943), deutscher Astrophysiker

### B
- Barbara Wittmann (* 1971), österreichische Kunsthistorikerin und Hochschullehrerin
- Benjamin Wittmann (* 1987), deutscher Radsportler
- Bernd Wittmann (* 1957/1958), deutscher Musikproduzent
- Bernhard Wittmann (Erziehungswissenschaftler) (1925–2000), deutscher Erziehungswissenschaftler und Sonderpädagoge
- Bernhard Wittmann (* 1964), deutscher Keyboarder und Komponist
- Bianca Wittmann (* 1978), deutsche Biopsychologin
- Brigitte Wittmann-Liebold (* 1931), deutsche Biochemikerin und Unternehmerin

### C
- Carl Friedrich Wittmann (1839–1903), deutscher Schriftsteller und Dramaturg
- Charles Wittmann (1876–1953), französischer Maler
- Christian Wittmann (* 1967), deutscher Schauspieler und Regisseur
- Christoph Wittmann (* 1967), deutscher Sänger (Tenor)
- Christoph Wittmann (Biochemiker) (* 1967), deutscher Biochemiker

### D
- Daniel Wittmann (* 1993), deutscher Schauspieler
- David Wittmann (* 1994), deutscher Sprecher
- Ditmar Wittmann (* 1940), deutscher Chirurg und Professor

### E
- Erich Wittmann (* 1939), deutscher Mathematikdidaktiker
- Ernest Wittmann (1846–1921), französischer Maler und Bildhauer
- Ernst Wittmann (1780–1836), österreichischer Botaniker
- Eveline Wittmann (* 1970), deutsche Pädagogin und Hochschullehrerin

### F
- Felix Wittmann (1923–2012), deutscher Politiker (CDU), Bürgermeister von Heiligenhaus
- Ferdinand Wittmann (1836–nach 1870), deutscher Mörder
- Folker Wittmann (* 1936), deutscher Physiker und Hochschullehrer
- Franz Wittmann (Physiker) (auch Ferenc Wittmann; 1860–1932), ungarischer Physiker
- Franz Michael Wittmann (1804–1857), deutscher Historiker, Archivar
- Franz Wittmann (Politiker, 1887) (1887–1975), deutscher Landwirt und Politiker (CSU)
- Franz Wittmann (Politiker) (1895–1975), deutscher Politiker (BVP, CSU)
- Franz Wittmann (Ringer), deutscher Ringer
- Franz Wittmann senior (* 1950), österreichischer Rallyefahrer
- Franz Wittmann junior (* 1983), österreichischer Rallyefahrer
- Franz Joseph Wittmann (1773–1847), deutscher Arzt
- Friedrich Wittmann (* 1945), österreichischer Schriftsteller und Lyriker
- Fritz Wittmann (1933–2018), deutscher Jurist und Politiker (CSU)

### G
- Georg Wittmann (Schriftsteller) (1930–1991), ungarndeutscher Schriftsteller
- Georg Michael Wittmann (1760–1833), deutscher Geistlicher, Weihbischof in Regensburg
- Gerald Wittmann (* 1968), deutscher Mathematiker, Mathematikdidaktiker und Hochschullehrer
- Gerd Wittmann (* 1945), deutscher Eishockeytrainer
- Gerhard Wittmann (* 1964), deutscher Schauspieler
- Gundel Wittmann (Wally Wittmann; 1905–1990), deutsche Leichtathletin und Handballspielerin
- Günter Wittmann (1931–2007), deutscher Lehrer und Heimatforscher
- Günther Wittmann (1931–2014), deutscher Fabrikant und Unternehmensgründer
- Gustav Wittmann (1896–1983), deutscher Bildhauer

### H
- Hans Wittmann (1924–1998), deutscher Geistlicher, Gründer der Werdenfelser Bruderschaft
- Heiner Wittmann (* 1955), deutscher Romanist, Historiker, Politikwissenschaftler und Medienwissenschaftler
- Heinrich Wittmann (1889–1967), deutscher Wasserbauingenieur
- Heinz Wittmann (Fußballspieler) (* 1943), deutscher Fußballspieler
- Heinz-Günter Wittmann (1927–1990), deutscher Biochemiker
- Helena Wittmann (* 1982), deutsche Filmemacherin
- Helge Wittmann (* 1970), deutscher Historiker und Archivar
- Helmut Wittmann (* 1959), österreichischer Märchenerzähler
- Henri Wittmann (* 1937), französisch-kanadischer Sprachwissenschaftler
- Hertha Wittmann-Kirschbaum (* 1921), österreichische Verlagsangestellte und Schriftstellerin in München
- Hubert Wittmann (1923–2021), deutscher Maler
- Hugo Wittmann (Schriftsteller) (1839–1923), deutsch-österreichischer Schriftsteller und Librettist
- Hugo Wittmann (Politiker) (1882–1964), deutscher Kaufmann und Politiker

### J
- Jakob Wittmann (1865–1941), deutscher Architekt und Bauunternehmer
- Johann Wittmann (Jurist) (* 1937), deutscher Jurist und Richter
- Johann Wittmann (Maler) (* 1964), deutscher Maler und Ingenieur
- Johanna Wittmann (1811–1848), deutsche Schauspielerin und Opernsängerin
- Johannes Wittmann (1885–1960), deutscher Psychologe, Pädagoge und Hochschullehrer
- Josef Wittmann (Geistlicher) (1877–1963), deutscher Geistlicher und Schriftsteller
- Josef Wittmann (1880–1968), deutscher Maler
- Josef Wittmann (Leichtathlet) (1882–nach 1906), österreichischer Leichtathlet
- Josef Wittmann (Lyriker) (* 1950), deutscher Lyriker, Schriftsteller und Illustrator
- Julian Wittmann (1891–1951), deutscher Jurist und Politiker (BVP, CSU), MdL Bayern
- Jürgen Wittmann (* 1966), deutscher Fußballtorwart

### K
- Karl Wittmann (General) (1870–nach 1918), österreichischer Generalmajor
- Karl Wittmann (Architekt) († 1929), deutscher Architekt und Baubeamter
- Karl Wittmann (Designer), deutscher Industriedesigner
- Karl Wittmann (Umwelthygieniker) (* 1950), österreichischer Umwelthygieniker und Hochschullehrer
- Karoline Wittmann (Karoline Erlacher; 1913–1978), deutsche Malerin
- Kerstin Wittmann-Englert (* 1962), deutsche Kunst- und Architekturhistorikerin
- Kira Wittmann (* 2000), deutsche Leichtathletin
- Klaus Wittmann (Übersetzer) (1937–2023), deutscher Übersetzer
- Klaus Wittmann (General) (* 1946), deutscher Brigadegeneral
- Klaus Wittmann (Raumfahrttechniker), deutscher Chemiker, Raumfahrttechniker und -manager
- Konrad Wittmann (Architekt) (1891–1951), deutscher Architekt, Künstler und Hochschullehrer
- Konrad Wittmann (Politiker) (1905–1981), deutscher Politiker (WAV, DP, CSU)

### L
- Lilith Wittmann (* 1995), deutsche IT-Sicherheitsexpertin
- Livia Käthe Wittmann (* 1938), deutsche Literaturwissenschaftlerin
- Lothar Wittmann (1933–2017), deutscher Diplomat und Politiker (CDU)
- Ludwig Wittmann (1898–1972), hessischer Politiker (KPD)

### M
- Manfred Wittmann (* 1943), deutscher Serienmörder
- Marc Wittmann, Psychologe und Humanbiologe
- Marco Wittmann (* 1989), deutscher Rennfahrer
- Maria Geiss-Wittmann (* 1934), deutsche Politikerin (CSU)
- Matthias Wittmann (* 1984), deutscher Eishockeyspieler
- Max Wittmann (Pädagoge) (1892–1974), deutscher Sonderpädagoge und Hochschullehrer
- Max Wittmann (1895–1971), österreichischer Schauspieler
- Mechthilde Wittmann (* 1967), deutsche Politikerin (CSU)
- Michael Wittmann (Ethiker) (1870–1948), deutscher Religionsphilosoph, Ethiker und Philosophiehistoriker
- Michael Wittmann (SS-Mitglied) (1914–1944), deutscher SS-Hauptsturmführer
- Michael Wittmann (Musikwissenschaftler) (* 1956), deutscher Musikwissenschaftler
- Michael Wittmann (Zeichner) (* 1959), österreichischer Zeichner
- Mirjana Wittmann (* 1938), Übersetzerin

### O
- Ole Wittmann (* 1977), deutscher Kunsthistoriker
- Oskar von Wittmann (1854–1920), österreichischer Kavalleriegeneral
- Oskar Wittmann (Politiker) (1891–1959), deutscher Kommunalpolitiker, Bürgermeister von Neuburg an der Donau 1945 bzw. 1956–1959
- Otto Wittmann (Geologe) (1907–1986), deutscher Geologe und Gymnasiallehrer
- Otto Wittmann (Kunsthistoriker) (1911–2001), amerikanischer Kunsthistoriker
- Otto Wittmann (Politiker) (1921–2006), deutscher Politiker (SPD)

### P
- Patrizius Wittmann (1818–1883), deutscher Theologe und Historiker
- Paul Wittmann (1900–1985), rumäniendeutscher Kirchenmusiker und Komponist
- Peter Wittmann (* 1957), österreichischer Politiker
- Peter Wittmann (Künstler) (* 1951), deutscher Maler und Gartenkünstler
- Petra Wittmann (* 1944), österreichische Malerin
- Philipp Wittmann (1815–1867), deutscher Jurist und Politiker, MdL Hessen
- Pius Wittmann (1849–1926), deutscher Archivar und Historiker

### R
- Reinhard Wittmann (* 1945), deutscher Literaturwissenschaftler
- Richard Wittmann (Maler) (1879–1950), deutscher Maler und Grafiker
- Richard Wittmann (Historiker) (* vor 1969), deutscher Islamwissenschaftler (Schwerpunkt Osmanisches Reich)
- Robert Wittmann (1804–nach 1891), deutscher Cellist und Komponist
- Roger Wittmann (* 1960), deutscher Unternehmer
- Roland Wittmann (1942–2019), deutscher Jurist
- Rudolf Wittmann (* 1959), deutscher Gärtner und Fotojournalist

### S
- Sabrina Wittmann (* 1991), deutsche Fußballtrainerin
- Simon Wittmann (* 1947), deutscher Politiker (CSU), MdB

### T
- Theodor Wittmann (* 1953), deutscher Lehrer und Heimatforscher
- Thomas Wittmann (* 1963), deutscher Schauspieler

### U
- Ursula Wittmann (1944–2020), deutsche Leichtathletin, siehe Ursula Trumpf

### W
- Waldemar Wittmann (1925–1988), deutscher Wirtschaftswissenschaftler
- Wally Wittmann (1905–1990), deutsche Leichtathletin und Handballspielerin, siehe Gundel Wittmann
- Walter Wittmann (Wirtschaftswissenschaftler) (1935–2016), Schweizer  Wirtschaftswissenschaftler
- Walter Wittmann (Schachspieler) (1948–2020), österreichischer Schachspieler
- Werner Wittmann (Historiker) (* 1957), deutscher Historiker und Bauforscher
- Werner W. Wittmann (* 1944), deutscher Psychologe, Evaluationsforscher und Forschungsmethodiker
- Wilhelm Wittmann (1845–1899), deutscher Architekt und Hochschullehrer
- Wolfgang Wittmann (* 1960), österreichischer Journalist